# Hydroscapha
Genre
Hydroscapha est un genre d'insectes coleoptères du sous-ordre des Myxophaga et de la  famille des Hydroscaphidae. Il s'agit du genre type de sa famille.

## Liste d'espèces
Hydroscapha coomani - 
Hydroscapha granulum - 
Hydroscapha hunanensis - 
Hydroscapha jaechi - 
Hydroscapha jumaloni - 
Hydroscapha khasiorum - 
Hydroscapha mauretanica - 
Hydroscapha monticola - 
Hydroscapha natans - 
Hydroscapha nepalensis - 
Hydroscapha perijaensis - 
Hydroscapha rajani - 
Hydroscapha redfordi - 
Hydroscapha reichardti - 
Hydroscapha saboureaui - 
Hydroscapha satoi - 
Hydroscapha substrigosa - 
Hydroscapha takahashii - 
Hydroscapha turbinata - 
?†Hydroscapha jeholensis